# ترنئوزن
شهر ترنوزن (به هلندی: Terneuzen) در زیلانت در کشور هلند واقع شده‌است. جمعیت این شهر ۵۵٫۱۲۷ نفر  است.